# Аделайда Кейн
Аделайда Кейн (на английски: Adelaide Kane) е австралийска актриса.

## Ранен живот
Кейн е родена на 9 август в Клемонт, Западна Австралия. Баща ѝ е шотландец от Глазгоу, а майка ѝ е от шотландски, ирландски и френски произход. Има по-малък брат на име Уилям.
Израства в Пърт и учи в „Света Хилда“, английската школа за момичета. Родителите ѝ се развеждат, когато е на седем години. Кейн страда от генерализирано тревожно разстройство и често говори колко е важно да се сложни край на стигмата около разстройството.
Когато се присъединява към актьорския състав на сериала „Съседите“, тя и майка ѝ се преместват в Мелбърн.

## Кариера
Кейн започва да се изявява още на 3-годишна възраст, като започва от танци и след това преминава към пеене и актьорско майсторство.
През 2012 г. изиграва ролята на Обри във филма „Кози“. На 28 ноември е обявено, че Кейн се присъединява към актьорския екип на сериал „Тийн вълк“.
През февруари 2013 г. Кейн е в ролята на Мария Стюарт в американския исторически и драматичен сериал „Царуване“.
През 2014 г. Кейн играе във филма „Дяволската ръка“ като Рут. Първоначално отива на прослушване за друга роля, но продуцентите решават, че тази роля ѝ отива повече.
През юли 2016 г. Кейн участва в третия сезон на „Дракони: Ездачите от Бърк“, озвучавайки Мала. През юли 2017 г. Кейн се присъединява към хитовия сериал „Имало едно време“ в ролята на Дризела.

## Личен живот
Кейн има връзка с актьора Жак Колимън в периода 2019 – 2020 г.
През февруари 2021 г. Кейн се разкрива като бисексуална.

## Театрални роли
| Година | Заглавие           | Роля                | Място на провеждане |
| ------ | ------------------ | ------------------- | ------------------- |
| 2000   | Магьосникът от Оз  | Кметът на дъвчащите |                     |
| 2001   | Цигулар на покрива | Ходел               |                     |
| 2004   | Оливър!            | солист              |                     |
| 2004   | Нашият ден навън   | Водя                |                     |
| 2005   | Всичко отива       | хор                 |                     |

### Филми
| година | Заглавие            | роля           | бележки                         |
| ------ | ------------------- | -------------- | ------------------------------- |
| 2011   | Донер проход        | Никол          |                                 |
| 2012   | Кози                | Обри           |                                 |
| 2013   | The Purge           | Зоуи Сандин    |                                 |
| 2013   | По-силно от думите  | Стефани Фарери |                                 |
| 2013   | Кръвен удар         | Набики         |                                 |
| 2014   | The Devil's Hand    | Рут            |                                 |
| 2018   | The First Purge     | Зоуи Сандин    | Архивни кадри                   |
| 2018   | Acquited            | Чери           | Също е и изпълнителен продуцент |
| 2020   | The Swing of Things | Грузия         |                                 |
| 2021   | Cosmic Sin          | Фиона Ардийн   |                                 |

### Сериали
| Година      | Заглавие                    | Роля                  | бележки                                         |
| ----------- | --------------------------- | --------------------- | ----------------------------------------------- |
| 2007        | Съседи                      | Лоли Алън             | Главна роля; 46 епизода                         |
| 2009        | Power Rangers RPM           | Теная 7/15            | Главна роля; 32 епизода                         |
| 2010        | Тайните на планината        | Джейд Ан Джеймс       | Телевизионен филм                               |
| 2010        | Доста труден                | Чарли                 | Главна роля; 5 епизода                          |
| 2013        | Тийн Вълк                   | Кора Хейл             | 12 епизода                                      |
| 2013 – 2017 | Царуване                    | Мария Стюарт          | Главна роля; 78 епизода                         |
| 2015        | Чия линия е така или иначе? | себе си               | Епизод 11.2                                     |
| 2016 – 2018 | Дракони: Състезание до ръба | Кралица Мала          | Глас; 11 епизода                                |
| 2017        | Не мога да купя моята любов | Лили Спрингер         | Телевизионен филм                               |
| 2017 – 2018 | Имало едно време            | Дризела / Айви Белфри | 13 епизода                                      |
| 2018        | A Midnight Kiss             | Миа Пиърсън           | Телевизионен филм                               |
| 2019        | В мрака                     | Уенди                 | Епизод 2.01, Uncanny Annie                      |
| 2019        | Сладък коледен романс       | Холи Грант            | Телевизионен филм                               |
| 2019 – 2020 | SEAL екип                   | Ребека Боуен          |                                                 |
| 2020        | Това сме ние                | Хейли Деймън          | Гост роля; епизод 4.08, „Непознати: Втора част“ |

| година | награда                               | категория                             | работа      | резултат |  |
| ------ | ------------------------------------- | ------------------------------------- | ----------- | -------- |  |
| 2008   | Награди Logie                         | Най-популярен нов женски талант       | Съседи      |          |  |
| 2014   | Телевизионния фестивал на Монте Карло | Най-добра актриса в драматичен сериал | rowspan="2" | Царуване |  |
| 2014   | Teen Choice Awards                    | Избор за дебютираща звезда: Жена      |             |          |  |